# Pondorf (Altmannstein)
Pondorf ist ein Ortsteil des Marktes Altmannstein im Landkreis Eichstätt des Regierungsbezirks Oberbayern.

## Lage
Das Dorf liegt auf der Hochfläche der südlichen Frankenalb östlich von Denkendorf und westlich von Riedenburg. Hier kreuzt die B 299 die Staatsstraße 2392.

## Ortsnamensdeutung
Die frühzeitliche Schreibweise „Ponstorf“ enthält das lateinische Wort „pons“ für „Brücke“ als Übergang vom frühzeitlichen Römerreich in das Reich der Germanen; diese These gilt allerdings als nicht eindeutig geklärt.

## Geschichte
Etwa 1,7 Kilometer südlich von Pondorf befindet sich in dem Waldstück „Grabenholz“ eine spätkeltische Viereckschanze, die früher als Römerschanze gedeutet wurde.
Pondorf wurde erstmals im 8. Jahrhundert urkundlich erwähnt. 1037 wurde Pondorf als Filiale der Pfarrei Schamhaupten dem dort zur gleichen Zeit errichteten Kloster einverleibt. 1179 bestätigte Papst Alexander III. Besitz und Rechte des Eichstätter Domkapitels zu Pondorf; 1183 übergab das Domkapitel die Kirche zu Pondorf gegen Zins an das Kloster Schamhaupten. 1212 besaß das Schottenkloster in Regensburg ein Gut in Pondorf. 1606 ging mit der Auflösung des Klosters Schamhaupten dessen Besitz an die Universität Ingolstadt über; in Pondorf waren dies ein Hof, eine Hube und vier Grundstücke. Im Dreißigjährigen Krieg wurde das Dorf von den Schweden 1632 bis 1634 gebrandschatzt. Ab 1666 saß in Pondorf eine Nebenlinie der Muggenthaler von Hächsenacker. 1832 hatte Pondorf mit Stenzenhof und Weiherhof 57 Wohnhäuser und 280 Einwohner. 1838 schildert Franz Xaver Mayer, Pfarrer zu Pondorf und Heimatforscher, sein Pfarrdorf folgendermaßen: „Pondorf, 2 Stunden von Rietenburg (= Riedenburg), an der Salzburg-Nürnberger Commercialstraße, ist ein ansehnliches Pfarrdorf mit einem ganz neu (1832) erbauten schönen Pfarrhofe, neuen (1820 errichteten) Schulhause und ahnsehnlichen Taferne...“ Zu dieser Zeit hatte die Universität München in Pondorf „viele Grundholden und den ganzen Getraidzehenten in der ganzen Pfarrei“. 1900 wurde eine Wasserleitung von Schamhaupten herauf gebaut – eine der ersten Wasserleitungen auf dem Jura; die Trinkwasserversorgung war bis dahin wegen der Höhenlage immer problematisch. Am 15. März 1913 fielen in Pondorf fünf Scheunen und mehrere Nebengebäude einem Großfeuer zum Opfer. 1962 bis 1964 errichtete die Gemeinde eine neue Wasserversorgungsanlage, 1965/66 ein neues Schulhaus, 1971 einen neuen Friedhof mit Leichenhaus.
In die Gemeinde Pondorf war Neuses eingemeindet. Am 1. Juli 1972 wurde Pondorf in den Markt Altmannstein eingegliedert und kam gleichzeitig aus dem Landkreis Riedenburg in den Landkreis Eichstätt.

## Entwicklung der Einwohnerzahl
(Quelle:)
- 1838: 280 „Seelen“ in 57 Hausnummern[12]
- 1939: 451 Einwohner
- 1946: 645 Einwohner (mit Flüchtlingen und Heimatvertriebenen)

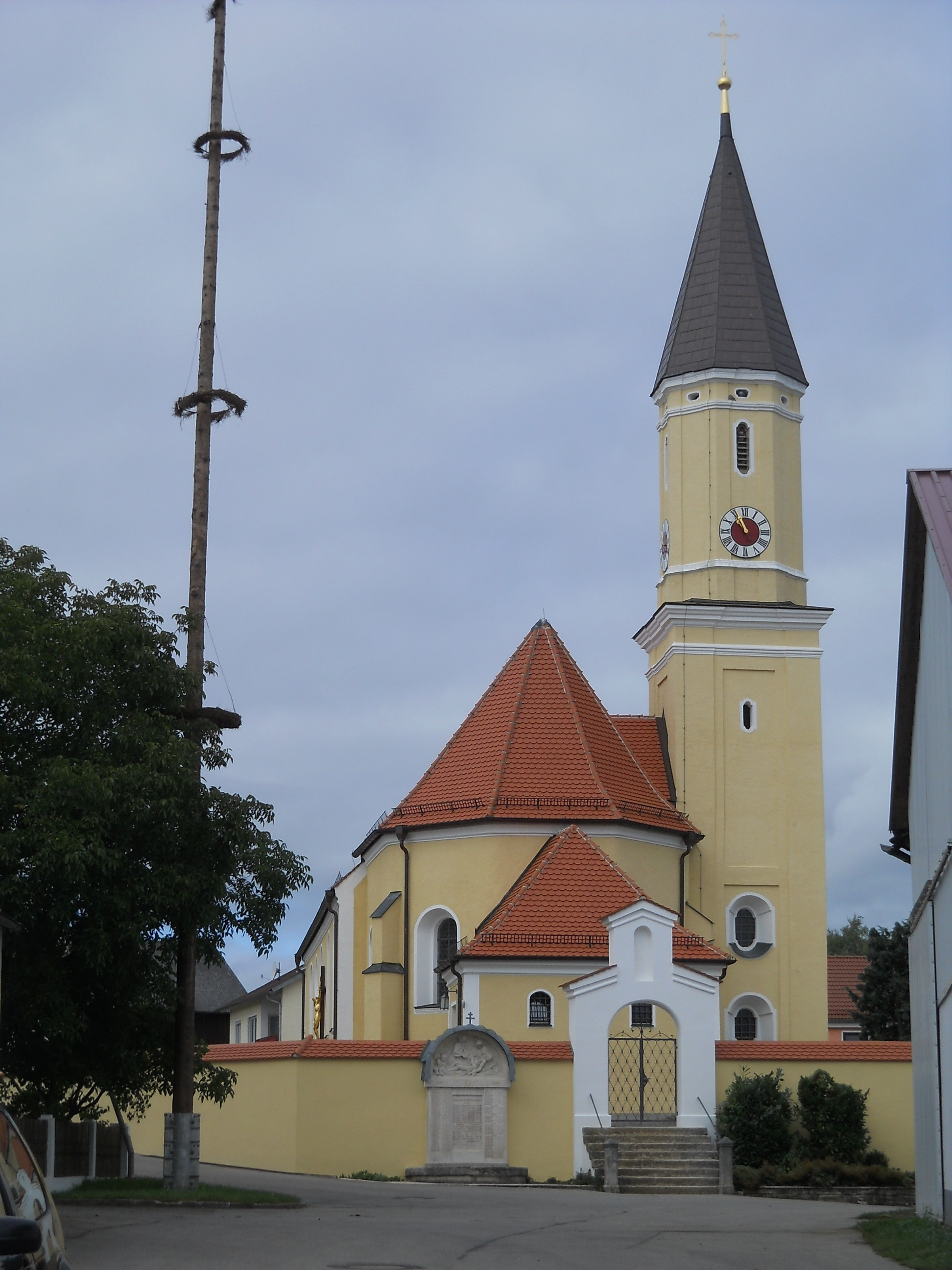
Kath. Pfarrkirche St. Peter und Paul

- 1950: 559 Einwohner
- 1961: 450 Einwohner
- 1970: 468 Einwohner
- 1983: 439 Einwohner[13]
- 2012: 422 Einwohner[14]

## Katholische Pfarrkirche St. Peter und Paul
Die katholische Kirche St. Peter und Paul, ursprünglich eine gotische Chorturmanlage, erhielt kurz nach 1700 ein neues Langhaus, das 1865 nach Westen verlängert wurde. Der Kirchturm von 1721 wurde nach einem Brand zu Beginn des 19. Jahrhunderts neu aufgebaut; er ist 28 Meter hoch und weithin sichtbar. 1802 kam die Wallfahrtskirche „Unsere Liebe Frau“ zu Neuses mit dem Ort zur Pfarrei Pondorf.

## Sehenswürdigkeiten

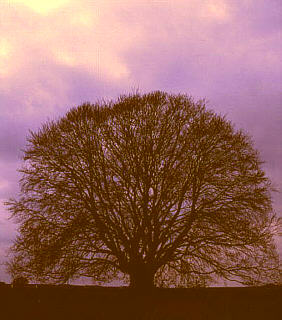
Bavaria-Buche

- Das Naturdenkmal „Bavaria-Buche“ ist eine Rotbuche (Fagus sylvatica) in der seltenen Form eines Steinpilzes, circa 650 Meter nordwestlich von Pondorf stehend. Ihr Alter wurde auf Grund ihrer Größe lange Zeit auf 500–800 Jahre geschätzt. Tatsächlich waren hier drei oder mehr eng beieinander stehende Buchen ineinander verwachsen. Sie hatten ein Alter von etwa 300 Jahren. Nach Pilzbefall, Fäulnis und Windbruch sind heute nur noch die toten Reste des Baumes mit seinen acht Metern Stammumfang und 84 Metern äußeren Kronenumfang zu sehen.[17] 2018 wurde ein Gedenkgarten für die Bavaria-Buche eingerichtet.
- Erdgeschossiges Wohnstall-Bauernhaus mit hohem Kniestock in der Beilngrieser Straße 3, um 1840/50 errichtet.[18]
- Wegkapelle, 18./19. Jahrhundert, bei Haus-Nr. 46.[19]
- Kapelle am Neues Bügl, um 1800.[20]
- Kapelle, 1914, an der Bundesstraße.[21]
- Seit November 2013 steht im Bushäuschen in der Windener Straße (Geokoordinaten: N 48°56'36.914" E 11°33'46.888") ein Öffentlicher Bücherschrank, der von Gerhard Strobel aus Pondorf initiiert und aufgebaut wurde.

## Vereine
(Quelle:)
- Freiwillige Feuerwehr Pondorf, 1880 gegründet, 1911 Fahnenweihe.
- Sportverein 66 Pondorf, gegründet 1966.
- Soldaten- und Heimatverein, 1920 als Kriegerverein gegründet; 1922 Errichtung eines Kriegerdenkmals; 1973 Fahnenweihe.
- Gartenbauverein
- Schützenverein „Edelweiß“
- Frauenbund